# Bundesregierung Schober III
Die Bundesregierung Schober III war vom 26. September 1929 bis zum 25. September 1930 eine österreichische Bundesregierung der Ersten Republik.

## Vorgeschichte
Die Bundesregierung Streeruwitz betrieb 1929 eine auf Kompromissbereitschaft mit der Sozialdemokratischen Arbeiterpartei (SDAP) beruhende Politik, was von der Heimwehr, die auf eine Niederschlagung des Austromarxismus abzielte, abgelehnt wurde. Nach einer tödlichen Straßenschlacht zwischen Heimwehr und Republikanischem Schutzbund am 18. August 1929 in Sankt Lorenzen forderte die Heimwehr eine Verfassungsreform und auch der Koalitionspartner Landbund (LBd) drängte in der Regierung darauf, ein Arbeitsprogramm für eine Verfassungsreform anzugehen. Da die beiden anderen Koalitionsparteien Großdeutsche Volkspartei (GDVP) und Christlichsoziale Partei (CSP) ebenfalls eine solche Reform wünschten, erklärte Bundeskanzler Ernst Streeruwitz, dass die Regierung rasch Vorschläge dafür ausarbeiten wolle. Mit martialischen Worten warnten Heimwehrzeitungen vor einer „Verwässerung“ der neuen Verfassung und vor einem „Kompromiss mit den Austromarxisten“. Ein Heimwehrputsch wurde befürchtet, die Exekutive in Alarmbereitschaft gesetzt. Im Ausland kursierten Nachrichten über eine bevorstehende Machtübernahme durch die Heimwehr, was zu Kursverlusten an den Börsen und einer Abwertung der Schillingwährung führte. Streeruwitz zog daraus die Konsequenz, am 25. September 1929 den Rücktritt der gesamten Regierung beschließen zu lassen. Als Nachfolger für das Amt des Bundeskanzlers schlug er den Wiener Polizeipräsidenten Johann Schober vor.
Im Hauptausschuss des Nationalrates brachte Ignaz Seipel am 26. September 1929 den Antrag ein, Schober mit der Bildung einer neuen Bundesregierung zu betrauen. Der Antrag wurde angenommen und Schober erklärte, die Betrauung anzunehmen. Seine Vorschläge zur Besetzung der Ministerien wurden angenommen. Die Leitung des Finanz- und des Unterrichtsministeriums übernahm er vorläufig selbst, bis die in Aussicht genommenen Personen erreicht würden. In der Regierung saßen nun zwei Vertreter der CSP und je einer von GDVP und LBd, die anderen Ämter wurden mit parteilosen Persönlichkeiten besetzt.

## Mitglieder
| Amt | Amtsinhaber | Partei                    |
| --- | --- | ------------------------- |
| Bundeskanzler | Johann Schober | ohne Parteimitgliedschaft |
| Vizekanzler | Carl Vaugoin | CSP                       |
| Bundesminister im Bundeskanzleramt (für die sachliche Leitung der inneren Angelegenheiten)                                                                      | Vinzenz Schumy | LBd                       |
| Bundesminister für Justiz | Franz Slama | GDVP                      |
| mit der Leitung des Unterrichtsministeriums betraut Bundesminister für Unterricht                                                                               | Bundeskanzler Johann Schober (bis 16. Oktober 1929) Heinrich Srbik (ab 16. Oktober 1929)                                    | ohne Parteimitgliedschaft |
| Bundesminister für soziale Verwaltung | Theodor Innitzer | ohne Parteimitgliedschaft |
| mit der Leitung des Finanzministeriums betraut Bundesminister für Finanzen                                                                                      | Bundeskanzler Johann Schober (bis 16. Oktober 1929) Otto Juch (ab 16. Oktober 1929)                                         | ohne Parteimitgliedschaft |
| Bundesminister für Land- und Forstwirtschaft | Florian Födermayr | CSP                       |
| Bundesminister für Handel und Verkehr mit der einstweiligen Leitung des Bundesministeriums für Handel und Verkehr betraut Bundesminister für Handel und Verkehr | Michael Hainisch (bis 17. Juni 1930) Bundeskanzler Johann Schober (17.–20. Juni 1930) Friedrich Schuster (ab 20. Juni 1930) | ohne Parteimitgliedschaft |
| Mit der Leitung des Bundesministeriums für das Heereswesen betraut                                                                                              | Vizekanzler Carl Vaugoin | CSP                       |

## Wirken
Die Verfassungsreform war Hauptthema der Regierungserklärung am 27. September 1929. Doch noch bevor die Regierung dem Nationalrat einen Vorschlag für eine neue Verfassung vorlegen konnte, erforderte die wirtschaftlich gespannte Lage ihre Aufmerksamkeit. Anfang Oktober 1929 stand die Bodencreditanstalt vor einem Zusammenbruch. Um diese für die Wirtschaft wichtige Bank zu retten, wurde der Plan entwickelt, die Creditanstalt solle die Bodencreditanstalt übernehmen. Schober konnte in Verhandlungen mit dem Präsidenten der Creditanstalt, Louis Rothschild, eine Fusion der Institute erreichen. Dieser Erfolg brachte Schober zusätzliches Ansehen, auch bei Opposition und Heimwehr.
Am 18. Oktober 1929 wurde eine Verfassungsreformvorlage im Nationalrat eingebracht, die den Vorstellungen der Heimwehr entgegenkam. Sie wurde von den Sozialdemokraten energisch zurückgewiesen. Da Schober für eine Verfassungsänderung eine Zweidrittelmehrheit, und damit die Zustimmung zumindest eines Teils der SDAP benötigte, setzte er sich mit dem sozialdemokratischen Abgeordneten Robert Danneberg zusammen, um eine Kompromissvariante auszuarbeiten. Ungeachtet weiterer Aufmärsche und Drohgebärden der Heimwehr wurde die von Danneberg und Schober erarbeitete Verfassungsreform am 7. Dezember 1929 im Nationalrat verabschiedet, am 11. Dezember 1929 trat die Zweite Bundes-Verfassungsnovelle in Kraft. Abgesehen von der Stärkung der Position des Bundespräsidenten wurden die Forderungen der Heimwehr darin kaum berücksichtigt. Sie fühlte sich von Schober hintergangen. Enttäuscht, dass ihre Forderungen nicht auf parlamentarischem Weg erfüllt wurden, schwor sie sich im Mai 1930 mit dem Korneuburger Eid auf einen austrofaschistischen Kurs ein und verwarf „Parlamentarismus und den Parteienstaat“.
Unterdessen erreichte Schober im Jänner im Haager Abkommen, dass die Österreich nach dem Ersten Weltkrieg auferlegten Reparationspflicht aufgehoben wurde. Bei Auslandsbesuchen konnte Schober sein internationales Ansehen erhöhen, mit dem ehemaligen Kriegsgegner Italien wurde ein Freundschaftsvertrag unterzeichnet. Innenpolitisch wurde eine alte Forderung der CSP und der Heimwehr erfüllt, indem das „Antiterrorgesetz“ verabschiedet wurde. Es sollte verhindern, dass sozialdemokratische Gewerkschaften auf Arbeitnehmer anderer politischer Richtungen Druck ausüben können, ihrer Gewerkschaft beizutreten (sogenannter „Betriebsterror“).
Auch eine Entwaffnung der politischen Wehrverbände wollte Schober erreichen, und damit eine Forderung des Völkerbunds von 1928 erfüllen, der in den paramilitärischen Verbänden eine Umgehung der Bestimmungen des Staatsvertrags von St. Germain sah, die das österreichische Bundesheer zahlenmäßig beschränkten. Das im Juni verabschiedete Entwaffnungsgesetz blieb allerdings wirkungslos.
Die Regierung zerbrach schließlich an der Strafella-Affäre, bei der es um die Besetzung von Spitzenpositionen bei den Bundesbahnen ging. Die sozialdemokratische Arbeiter-Zeitung fuhr eine scharfe Kampagne gegen den von der CSP vorgeschlagenen Nachfolger als Generaldirektor der Bundesbahnen, Franz Strafella. Dieser klagte die Zeitung wegen Ehrenbeleidigung und Schober wollte eine allfällige Ernennung Strafellas zum Generaldirektor vom Prozessausgang abhängig machen. Am 19. September 1930 wurde die Zeitung zwar in mehreren Punkten verurteilt, das Gericht sah aber die Vorwürfe der „Unkorrektheit“ und „Unsauberkeit“ gegen Strafella für erwiesen an und gab der Zeitung in diesem Punkt Recht. Daher weigerte sich Schober trotz erneuter Aufforderung durch Vizekanzler Vaugoin, Strafella zu ernennen. Vaugoin trat daher am 24. September 1930 von seinem Amt zurück, ebenso sein Parteikollege Landwirtschaftsminister Födermayr. Durch das Ausscheiden aller Regierungsmitglieder der größten Koalitionspartei sah Schober die Grundlage der Regierung verloren, am 25. September wurde der Rücktritt der gesamten Regierung beschlossen. Noch am selben Tag enthob Bundespräsident Wilhelm Miklas die Regierung von ihrem Amt und beauftragte sie mit der Fortführung der Geschäfte bis zum Antritt der neuen Regierung am 30. September 1930.
Ein tieferer Grund für das die Krise war aber, dass die Christlichsozialen in ihren Koalitionspartnern zunehmend eine Konkurrenz sahen, die bei den für das Frühjahr 1931 angesetzten Nationalratswahlen auf einen großen Teil der Stimmen des liberalen Bürgertums hoffen konnten. Diese parteipolitische Front um Schober drohte den christlichsozialen Einfluss zurückzudrängen. Somit war die Regierungskrise auch darauf angelegt, diese Verschiebung der Kräfteverhältnisse abzufangen.
Die Koalitionspartner GDVP und LBd sahen das Ende der Regierung als ein aus parteipolitischen Gründen mutwillig herbeigeführtes Ereignis und erklärten verärgert den Koalitionspakt für beendet. In Ermangelung eines Koalitionspartners bildete die CSP daher gemeinsam mit der Heimwehr die Minderheitsregierung Vaugoin. Diese bat Bundespräsident Miklas um die Auflösung des Nationalrates und setzte für den 9. November 1930 eine vorgezogene Nationalratswahl an, zu der GDVP und LBd gemeinsam als Nationaler Wirtschaftsblock und Landbund antraten.

## Belege
1. ↑  Klaus Berchtold: Verfassungsgeschichte der Republik Österreich. Band 1: 1918–1933. Springer, Wien / New York 1998, ISBN 3-211-83188-6, S. 510 f.
2. ↑  Klaus Berchtold: Verfassungsgeschichte der Republik Österreich. Band 1: 1918–1933. Springer, Wien / New York 1998, ISBN 3-211-83188-6, S. 513–522.
3. ↑  Bundesministerium Schober. In: Wiener Zeitung, 27. September 1929, S. 1 (online bei ANNO).
4. ↑  Amtlicher Teil. In: Wiener Zeitung, 27. September 1930, S. 1 (online bei ANNO).
5. ↑  Amtlicher Teil. In: Wiener Zeitung, 1. Oktober 1930, S. 1 (online bei ANNO).